# Eddie Mathews
Edwin Lee Mathews (ur. 13 października 1931, zm. 18 lutego 2001) – amerykański baseballista, który występował na pozycji trzeciobazowego, dwunastokrotny uczestnik Meczu Gwiazd, członek Baseball Hall of Fame.

## Major League Baseball

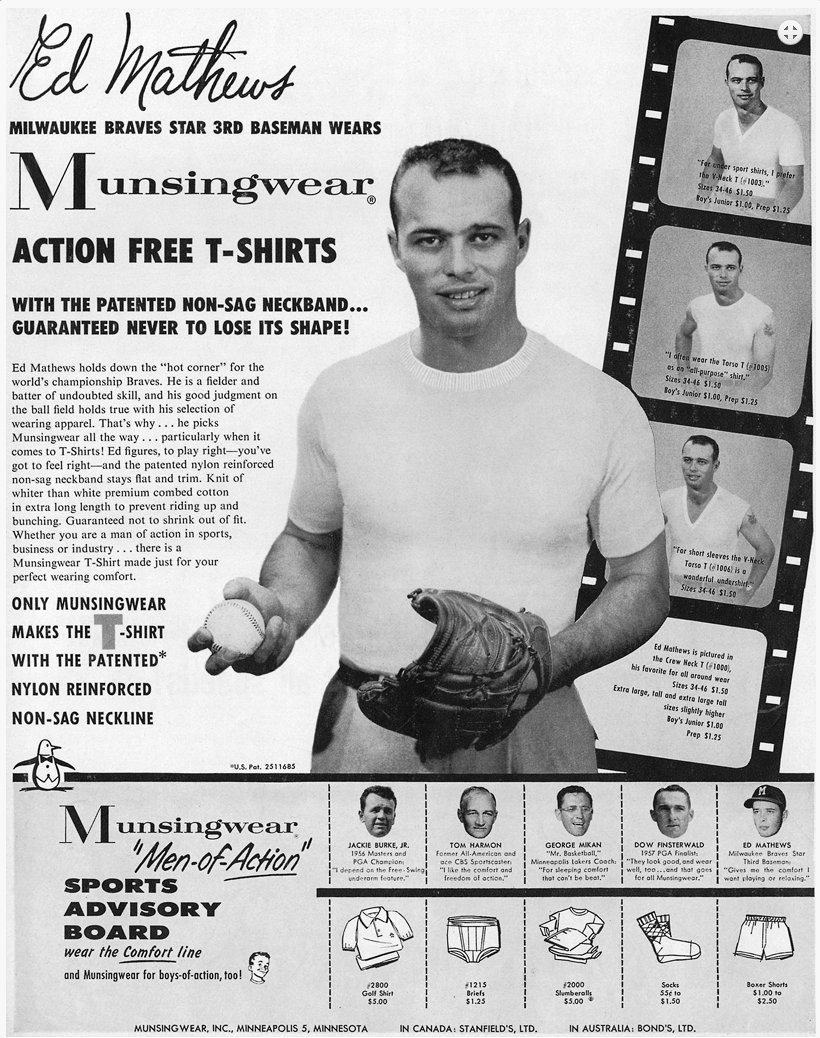
Eddie Mathews w czasopiśmie Life w 1958 roku.

### Boston/Milwaukee/Atlanta Braves
Przed rozpoczęciem sezonu 1949 podpisał kontrakt z Boston Braves. Po występach w niższych ligach, najwyżej na poziomie Triple-A w Milwaukee Brewers, 12 kwietnia 1952 zadebiutował w Major League Baseball w meczu przeciwko Brooklyn Dodgers. W pierwszym sezonie występów zdobył 25 home runów, a w głosowaniu do nagrody NL Rookie of the Year zajął 3. miejsce.
W 1953 kiedy Braves przenieśli swoją siedzibę do Milwaukee, Mathews zanotował średnią 0,302 i zdobył najwięcej home runów w MLB (47). Ponadto po raz pierwszy zagrał w Meczu Gwiazd, a w głosowaniu na najbardziej wartościowego zawodnika zajął 2. miejsce za Royem Campanellą z Brooklyn Dodgers. 16 sierpnia 1954 pojawił się na okładce magazynu Sports Illustrated. 6 października 1957 w meczu numer 4 World Series, w którym Braves mierzyli się z New York Yankees, w drugiej połowie dziesiątej zmiany zdobył zwycięskiego home runa, co dało wyrównanie w rywalizacji 2–2. Ostatecznie Braves zwyciężyli w serii 4–3 i zdobyli tytuł mistrzowski.
W latach 1953–1961 zdobywał przynajmniej 30 home runów w sezonie. W sezonie 1959 zdobył ich 46, najwięcej w MLB, a w głosowaniu na MVP National League zajął 2. miejsce za Erniem Banksem z Chicago Cubs. Podczas gry w Braves dwunastokrotnie reprezentował klub w All-Star Game.

### Houston Astros i Detroit Tigers
W grudniu 1966 w ramach wymiany zawodników przeszedł do Houston Astros, gdzie występował głównie na pierwszej bazie i pełnił rolę pinch hittera. 14 lipca 1967 w meczu przeciwko San Francisco Giants został 7. zawodnikiem w historii Major League Baseball, który osiągnął pułap 500 home runów. W sierpniu 1967 w ramach wymiany przeszedł do Detroit Tigers. W 1968 zdobył drugi tytuł World Series w karierze. Tigers pokonali St. Louis Cardinals, a Mathews wystąpił w dwóch meczach. W całej karierze zdobył 512 home runów i zajmował wówczas 6. miejsce w klasyfikacji wszech czasów pod tym względem.

## Późniejszy okres
W 1969 numer 41, z którym występował w Braves, został zastrzeżony przez klub. W 1971 został członkiem sztabu szkoleniowego Atlanta Braves, a w sierpniu 1972 menadżerem tego zespołu, zastępując na tym stanowisku Lumana Harrisa. W 1974 został zwolniony z tej funkcji, a w późniejszym okresie był trenerem w Texas Rangers, Milwaukee Brewers i Oakland Athletics. W 1978 został uhonorowany członkostwem w Baseball Hall of Fame.

## Nagrody i wyróżnienia
| Nagroda/wyróżnienie           | Lata                                                                          | Źródło |
| 12× All-Star                  | 1953, 1955, 1956, 1957, 1958, 1959¹, 1959², 1960¹, 1960², 1961¹, 1961², 1962² | [ 1 ]  |
| 2× zwycięzca w World Series   | 1957, 1968                                                                    | [ 3 ]  |
| Baseball Hall of Fame         | od 1978                                                                       | [ 4 ]  |
| # 41 zastrzeżony przez Braves | 1969                                                                          | [ 3 ]  |